# Nanophyton
Nanophyton là chi thực vật có hoa trong họ Amaranthaceae.